# Fissiscapus
Fissiscapus es un género de arañas araneomorfas de la familia Linyphiidae. Se encuentra en Sudamérica.

## Lista de especies
Según The World Spider Catalog 12.0:
- Fissiscapus attercop Miller, 2007
- Fissiscapus fractus Millidge, 1991
- Fissiscapus pusillus Millidge, 1991